# Ariano (Name)
Ariano ist ein männlicher Vorname und ein Familienname.

## Herkunft und Bedeutung
Der Name ist eine italienische Form von Hadrian. 
Die weibliche Version ist Ariana.

## Namensträger
- Ariano Suassuna (1927–2014), brasilianischer Schriftsteller
- Ariano Fernandes (* 1963), brasilianischer Politiker

## Familienname
- Azmahar Ariano (* 1991), panamaischer Fußballspieler
- Marco Ariano (* 1961), italienischer Jazzschlagzeuger und Performancekünstler